# 蒙蒂切利帕韦塞
蒙蒂切利帕韦塞（義大利語：Monticelli Pavese），是意大利帕维亚省的一个市镇。总面积20平方公里，人口737人，人口密度36.9人/平方公里（2009年）。国家统计（ISTAT）代码为018099。